# 白石充
白石 充（しらいし みつる、1974年12月21日 - ）は、日本の男性声優、ナレーター。神奈川県出身。映像テクノアカデミア出身。以前は、エーエス企画、ヴィーヴ、E-sprinGに所属していた。

## 人物・エピソード
『セバスチャン・スタン』の吹き替えを専属で担当している。

## 出演
太字はメインキャラクター。

### テレビアニメ
2006年
- 太陽の黙示録

2007年
- 獣神演武 -HERO TALES-（賞金稼ぎ）

2008年
- 獣神演武 -HERO TALES-（青龍党員）
- スティッチ!（とうふ屋、修理工B）
- MAJOR 4th season（スティーブ、チェロキー、ファルコンズ監督、上戸、マット、ペドロイヤ、大木 他）

2009年
- 銀魂（一般人）

2010年
- スティッチ! 〜いたずらエイリアンの大冒険〜（職員A）

2016年
- 機動戦士ガンダムUC RE:0096（艦内放送）

### OVA
2005年
- FINAL FANTASY VII ADVENT CHILDREN

2011年
- 機動戦士ガンダムUC（艦内放送）

### ゲーム
2008年
- メジャーWii パーフェクトクローザー（スティーブ）

### 吹き替え

#### 担当俳優
セバスチャン・スタン
- 悪魔はいつもそこに（リー・ボーデッカー保安官）
- アプレンティス:ドナルド・トランプの創り方（ドナルド・トランプ）
- Sharper:騙す人（マックス）
- 355（ニック・ファウラー）
- フレッシュ（スティーブ）
- マーベル・シネマティック・ユニバース（バッキー・バーンズ / ウィンター・ソルジャー）
  - キャプテン・アメリカ/ザ・ファースト・アベンジャー　
  - キャプテン・アメリカ/ウィンター・ソルジャー
  - シビル・ウォー/キャプテン・アメリカ
  - ブラックパンサー
  - アベンジャーズ/インフィニティ・ウォー
  - アベンジャーズ/エンドゲーム
  - ファルコン&ウィンター・ソルジャー
  - ホワット・イフ...?
  - キャプテン・アメリカ:ブレイブ・ニュー・ワールド
  - サンダーボルツ*

- ラスト・フル・メジャー 知られざる英雄の真実（スコット・ハフマン）

#### 映画
- アナコンダ3
- アベンジャーズ/エイジ・オブ・ウルトロン（びびる兵士）
- インターステラー（医者〈男〉）
- インビクタス/負けざる者たち（ジェイソン・シャハバラ〈トニー・キゴロギ〉）
- ヴェニスの商人（ロレンゾー）
- ウルフ・オブ・ウォールストリート（ニッキー・“ラグラット”・コスコフ〈P・J・バーン〉）
- エアベンダー
- グリーン・ホーネット（資料係）
- 3時10分、決断のとき（サザーランド）
- JIGSAW デビルズゲーム（ダイベル）
- ジャック・ハンター クリスタル・ロッドの謎
- ジャック・ハンター2 失われた砂漠の秘宝
- ジャック・ハンター3 呪われた黄金の冠
- ダークナイト ライジング（新米警官）
- TIME/タイム（ウェブ〈ジェシー・リー・ソファー〉）※劇場公開版
- 抱きたいカンケイ（メツナー医師〈ケイリー・エルウィス〉）
- 007 ゴールドフィンガー（リン博士）※DVD版
- ツーリスト
- DCフィルムズ・ユニバース
  - マン・オブ・スティール（ウッドバーン）
  - バットマン vs スーパーマン ジャスティスの誕生（ウォレス〈スクート・マクネイリー〉）
- ディファイアンス
- デトロイト・コップ・シティ（コルテズ）
- デビル・インサイド（マルコ）
- 天使と悪魔（ウェバー）
- 特攻野郎Aチーム THE MOVIE
- 扉をたたく人（シャー）
- トランスフォーマー/ロストエイジ（KSI技師1）
- パーフェクト・ゲッタウェイ
- バットマン ビギンズ ※フジテレビ版
- ヒトラーの贋札
- プセの冒険 真紅の魔法靴（同情的な兵士）
- ブレンダン・フレイザー 復讐街
- ブロークン・イングリッシュ
- 暴走特急 シベリアン・エクスプレス（コルザック〈トーマス・クレッチマン〉）
- マイティ・ソー（警備指揮官）
- マッチポイント（ダウド〈ユエン・ブレムナー〉）
- マッハ!弐（ラーチャセーナー）
- リミッツ・オブ・コントロール（ウェイター）
- 臨死
- 恋愛ルーキーズ
- ロード・オブ・ザ・リング/王の帰還

#### ドラマ
- エイリアス シーズン3
- エバーウッド 遥かなるコロラド シーズン3
- おとぼけスティーブンス一家
- 風の伝説（ヨンファの兄）
- 救命医ハンク セレブ診療ファイル
- 恐竜SFドラマ プライミーバル 第2章（リーク）
- クリミナル・マインド FBI行動分析課
  - シーズン3
  - シーズン4（サム）
  - シーズン6（コルビー・バックナー）
- ゴースト 〜天国からのささやき シーズン2
- サード・ウォッチ シーズン6
- THE TUDORS〜背徳の王冠〜 シーズン4（エドワード・シーモア〈マックス・ブラウン〉）
- CSI:マイアミ
  - シーズン5
  - シーズン6 #3
  - シーズン8 #17
- 新ビバリーヒルズ青春白書
- スタートレック:エンタープライズ #53 #66
- ダークエイジ・ロマン 大聖堂
- 太陽の女（ヒチョル）
- ダメージ
- トワイライト・ゾーン #5 #8 #10
- トンイ
- NIKITA / ニキータ
- ハイ・クライムズ
- BAD LOVE〜愛に溺れて〜
- 春のワルツ
- 犯罪捜査官 アナ・トラヴィス
- ビッグバン★セオリー ギークなボクらの恋愛法則（スタン）
- 秘密 #4
- FARGO/ファーゴ（ガス・グリムリー〈コリン・ハンクス〉）
- ブルーブラッド 〜NYPD家族の絆〜
- ホワイトカラー シーズン5 #7
- ミス・マープル3 無実はさいなむ
- レベレーションズ -黙示録-（マーク・ルビオ〈マーティン・スター〉）
- LOST シーズン1
- ロマンス
- One Tree Hill（ジェイク）

#### アニメ
- ジェニーはティーン☆ロボット
- シュレック フォーエバー（王国の使者）
- ヒックとドラゴン

### その他
- 東京バンドサミット（CMナレーション）
- パチンコCR デビルマン倶楽部2